# 런던 스핏파이어
런던 스핏파이어(영어: London Spitfire)는 영국의 수도 런던을 연고로 하는 e스포츠팀으로 2017년 11월 1일 Cloud 9이 창단하였다. 현재 오버워치 리그 서부(Western)에 소속되어 있으며 선수단이 모두 다른 국적을 지닌 다국적 팀이다. 라인하르트를 위시한 러쉬 조합으로 유명하다.
2017년 출범 당시에는 선수단 전원이 한국인으로만 구성된 팀이었으며, 오버워치 리그의 초대 우승팀이기도 하다. 하지만 2021 시즌부터는 유럽권을 위시한 서양인으로만 선수단을 구성하게 되었다. 

## 대회 기록
- 오버워치 리그 출범 시즌 - 스테이지1 우승
- 오버워치 리그 출범 시즌 - 스테이지2 3위
- 오버워치 리그 출범 시즌 - 정규시즌 5위
- 오버워치 리그 출범 시즌 - 그랜드 파이널 우승
- 오버워치 리그 2019 시즌 - 스테이지2 8강
- 오버워치 리그 2019 시즌 - 정규시즌 7위
- 오버위치 리그 2019 시즌 - 포스트시즌 7-8위
- 오버워치 리그 2020 시즌 - 정규시즌 17위
- 오버워치 리그 2021 시즌 - 정규시즌 18위
- 오버워치 리그 2022 시즌 - 미드시즌 매드니스 12강
- 오버워치 리그 2022 시즌 - 서머 쇼다운 6강
- 오버워치 리그 2022 시즌 - 정규시즌 8위
- 오버워치 리그 2022 시즌 - 플레이오프 5-6위

## 2023 시즌 선수 명단
- 감독 : ChrisTFer (크리스토퍼 그레이엄)
- 코치 : CommanderX (자비어 하디)
- 단장 : Noukky (위자벨 뮐러)

| 등번호 | 이름                   | 아이디   | 포지션 |
| ------ | ---------------------- | -------- | ------ |
| No.11  | 하디 다니엘 블레이나젤 | Hadi     | TNK    |
| No.24  | 제이미 오닐            | Backbone | DPS    |
| No.25  | 윌리엄 안데르손        | SparkR   | DPS    |
| No.31  | 랜던 맥기              | Landon   | SPT    |
| No.87  | 올리버 바하            | Admiral  | SPT    |
| No.??  | 파보 울마넨            | Sauna    | DPS    |

| 등번호 | 이름        | 아이디   | 포지션 | 소속 기간               |
| ------ | ----------- | -------- | ------ | ----------------------- |
| No.9   | 로버트 룹사 | Skairipa | SPT    | 2023.03.24 ~ 2023.07.11 |
| No.10  | 데니스 타르 | Lethal   | DPS    | 2023.03.24 ~ 2023.07.11 |

## 관련 팀
- 전신
  - Cloud 9 : 오버워치 리그 출범 이전 C9이 운영했던 미국 오버워치 e스포츠팀이다.
  - Cloud 9 EU : Laser Kittenz와 계약을 체결하여 오버워치 컨텐더스 유럽에 참가했다.
  - Cloud 9 KONGDOO : 콩두 판테라와 계약을 체결하여 한국 APEX 시즌4에 참가했다. 선수단이 이후 런던으로 합류했다.
  - GC Busan : 블라썸이 GC 부산과 계약을 체결하여 한국 APEX 시즌4에 참가했다. 선수단이 이후 런던으로 합류했다.

- 아카데미 팀
  - 브리티시 허리케인 (영어: British Hurricane) : 런던 스핏파이어 산하의 아카테미팀으로 2018년 2월 16일 창단되었다. 오버워치 컨텐더스 유럽에 참가하여 활약했으며, 2021년 12월 18일 해체되었다.